# ウートガルズ
ウートガルズ（またはウトガルズ。古ノルド語: Útgarðar。ウトガルド(Utgard)とも）は、北欧神話に登場するヨトゥンヘイム（巨人の国）にある都市。ウートガルザ・ロキが治めている。
見上げればうなじが背に着くほどの大きな城壁をもつ。